# Anja Müller (Politikerin)

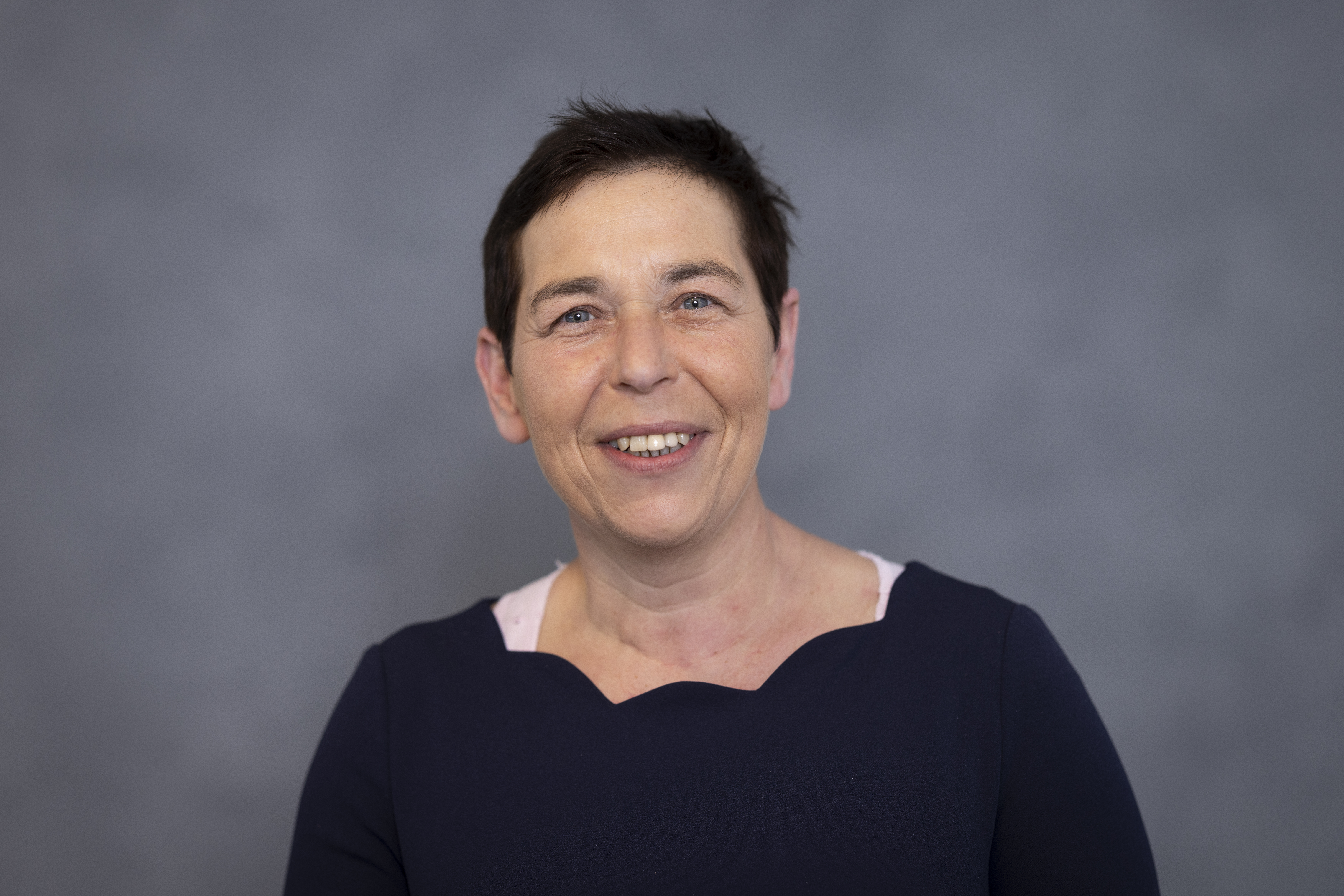

Anja Müller (* 24. März 1973 in Bad Salzungen) ist eine deutsche Politikerin (Die Linke). Seit 2014 ist sie Abgeordnete im Thüringer Landtag.

## Politische Laufbahn
Anja Müller wurde 2005 Mitglied der PDS. 2009 bis 2023 war sie Vorsitzende des Kreisverbandes der Linken Wartburgkreis-Eisenach. Von 2009 bis 2013 war sie Mitglied im Landesvorstand der Linken und dort als Sprecherin für Migrations- und Integrationspolitik, Ansprechpartnerin für die Arbeitsgruppe Frieden und Internationale Politik sowie als Vertreterin der Linken im Thüringer Flüchtlingsrat tätig.
Müller war von 2009 bis 2024 Mitglied im Kreistag des Wartburgkreises. Zudem hat sie seit 2009 einen Sitz im Gemeinderat von Leimbach im Wartburgkreis.
Bei der Landtagswahl in Thüringen 2014 (6. Wahlperiode) trat sie im Wahlkreis Wartburgkreis I als Direktkandidatin der Linken an, unterlag aber dem CDU-Kandidaten Manfred Grob. Dennoch zog sie über die Landesliste der Linken, auf der sie den 25. Platz innehatte, in den Landtag ein. Im Landtag ist sie im Petitionsausschuss und Vorsitzende der Strafvollzugskommission. Sie war als Sprecherin für die Themenbereiche Petition, Demokratie und Bürgerbeteiligung zuständig. In ihrem Themenbereich Demokratie wurden auf Initiative der Linken-Fraktion und in Zusammenarbeit mit dem „Mehr-Demokratie e.V.“ die Regelungen für direkte Demokratie auf kommunaler Ebene modernisiert. Mit dem „Thüringer Gesetz über das Verfahren bei Einwohnerantrag, Bürgerbegehren und Bürgerentscheid (ThürEBBG)“ wurde zu dem ein eigenständiges Gesetz zur direkten Demokratie auf kommunaler Ebene geschaffen.
Bei der Landtagswahl 2019 (7. Wahlperiode) blieb sie mit dem erreichten fünften Listenplatz weiterhin als Abgeordnete im Landtag. Sie war Sprecherin für die Themenbereiche Petitionen und Bürgerbeteiligung sowie Demokratie und Verfassung zuständig. Außerdem hatte sie den Vorsitz des Petitionsausschusses inne und war Mitglied der Härtefall-Kommission. Auf Initiative der Linken wurde ein Änderungsgesetz zur Verbesserung des Thüringer Petitionsgesetzes verabschiedet, hierbei geht es um die Erleichterung von öffentlich unterstützten Petitionen zum Erreichen öffentlicher Anhörungen. Sie betonte dabei immer wieder, dass das Petitionsrecht in der Thüringer Verfassung verankert ist uns somit jedem Menschen zusteht. Unabhängig von Alter, Geschlecht und Herkunft. In der 7. Wahlperiode wurde ein „Verfassungsausschuss“ eingerichtet, in dem Anja Müller für die Linke-Fraktion Obfrau war. Einen Gesetzentwurf zur Änderung des Artikels 82 der Thüringer Verfassung und damit zur Weiterentwicklung der direkten Demokratie auf Landesebene, die den Bürgerinnen und Bürgern in Thüringen die Möglichkeit gibt Volksbegehren zu starten, die einen erhebliche finanzielle Auswirkungen haben, erreichte keine zwei-drittel-Mehrheit. Dies lag an der ablehnenden Haltung der CDU-Fraktion. In einem weiteren umfangreichen Gesetzentwurf zum Ausbau von Staatszielen und Grundrechten konnte die Förderung des Ehrenamtes in die Thüringer Verfassung aufgenommen werden. Dass es zu dieser abschließenden Beratung mit inhaltlichen Teilergebnissen – trotz längerdauernder massiver Verweigerungshaltung der CDU überhaupt noch gekommen war, ist auch den intensiven inhaltlichen und öffentlichen Aktivitäten des Thüringer Bündnisses „Verfassungsreform – jetzt!“ zu verdanken. Das Bündnis hatte sich aus 21 Organisationen gebildet, die sich als Anzuhörende auf Einladung des Verfassungsausschusses zu zahlreichen Themen mit ihren inhaltlich-fachlichen Einschätzungen und Vorschlägen in die Gesetzesberatungen eingebracht hatten. Anja Müller dankte deshalb in der zweiten bzw. abschließenden Lesung des Landtags zu den Verfassungsänderungen in ihrem Redebeitrag dem Bündnis „Verfassungsreform – jetzt!“  ausdrücklich für seine Arbeit und seinen wichtigen Anteil am Zustandekommen der Verfassungsänderungen. Die vom Landtag mit Zwei-Drittel-Mehrheit beschlossen Verfassungsänderungen wurden dann am 7. Juni 2024 im Gesetz- und Verordnungsblatt verkündet und sind nun seit 8. Juni in Kraft und geltendes Recht –  mit Ausnahme einer Vorschrift zur Finanzausstattung der Kommunen, die aus finanz- und haushaltsrechtlichen Gründen erst zum 1. Januar 2026 in Kraft treten kann.
Bei der Thüringer Landtagswahl 2024 (8. Wahlperiode) startete sie auf Listenplatz drei. Sie zog erneut in den Landtag ein und ist jetzt Sprecherin für die Themenbereiche Wohnen, Landwirtschaft, Forst, Demokratie, Landesentwicklung und AG Ost. Als ihre Ziele für die neue Wahlperiode gibt sie an, die Gesetzesänderungen der letzten Wahlperiode umzusetzen. Des Weiteren sollen z. B. Antirassismus- bzw. Antifaschismus-Klauseln in die Verfassung aufgenommen werden und das Staatsziel Wohnen soll gestärkt werden. Das Motto lautet „Thüringen überall gleich gut“ – so wie es in der 7. Wahlperiode von der Linken-Fraktion ausgegeben wurde.

## Privates
Anja Müller lebt in Leimbach (Wartburgkreis). Sie ist gelernte Restaurantfachfrau, ist verheiratet und hat zwei Kinder.

## Mitgliedschaften
(Quelle: )
Von 2009 bis 2013 war Müller Vertreterin der Partei DIE LINKE im Flüchtlingsrat Thüringen.
Sie ist Mitglied im VdK.
Vorsitzende des Fördervereins FSV Leimbach e.V.
Mitglied des Fördervereins Grundschule „An den Beeten“ in Bad Salzungen
Vorstandsmitglied des Alternative 54 e.V.
Mitglied des „Berggemeinde Hundskopf e.V.“ in Leimbach

## Politische Positionen und Kontroversen

### Windkraft im Wald
Im Vorfeld der Landtagswahl 2019 rechtfertigte Müller die Ausweisung von Windvorranggebieten und Errichtung von Windkraftanlagen auf Waldflächen.

### COVID-19
Anfang Dezember 2020 machte Müller publik, positiv auf COVID-19 getestet worden zu sein. Dies führte unter anderem dazu, dass eine Sondersitzung des Thüringer Landtags abgesagt werden musste. Wenige Tage zuvor hatte Müller ohne Abstand und Alltagsmaske am Sanierungsstart des Gradierwerk Bad Salzungen teilgenommen.
Im März 2021 warf sie der Bevölkerung ihres Wahlkreises aufgrund gestiegener Corona-Infektionszahlen in einigen ländlichen Gemeinden im südlichen Wartburgkreis unter anderem „Unsolidarisches Verhalten der Landbevölkerung“, ein Versagen der kommunalen Ordnungsbehörden und fehlende „Nachbarschaftshilfe“ bei der Aufdeckung von Coronaverstößen vor; es sei „unwahrscheinlich, dass es keine Verstöße gegeben hat“.